# レイヴェネス
レイヴェネス（RayVeness、1972年6月19日 – ）は、アメリカ合衆国の女優、モデル。ポルノ作品にも一般作品にも出演している。AVN殿堂、XRCO殿堂双方の殿堂入りを果たしている。ジーナ＝レイ・カーター（Gina-Raye Carter）名義で、シンガーソングライターとしても活動している。

## 来歴
初めてポルノ映画に出演したのは、18歳のときにアマチュアポルノを描いた『サリー・ジェシー・ラファエル・ショー』のエピソードを観て影響を受け、当時の夫と一緒に作った自家製ビデオであった。 その後は一足飛びにフルタイムのポルノ出演者にはならず、ナイトクラブで花を売り、ウェイトレスやストリッパーとして働いた。
2000年、一般映画でのキャリアを追求するためポルノ映画の仕事から距離を置いた。ポルノ女優だと気付かれる可能性を最小限に抑えるため、髪を赤く染め茶色のコンタクトレンズを着用していた。『NYPDブルー』に講演者役で出演し、『ジョンソン大統領/ヴェトナム戦争の真実』ではリンドン・B・ジョンソン大統領の長女リンダ役を演じた。一般映画界との主なパイプであったジョン・フランケンハイマーの死後の2003年、ポルノ映画界に戻った。
2009年7月、女性だけのポルノ映画スタジオであるGirlfriends Filmsの最初の契約スターとなった。但し契約内容は他社で男女による絡みの仕事を続けることを許可するものであった。2011年にXRCO殿堂、2015年にAVN殿堂のメンバーとなった。2019年、ポルノ女優仲間のリサ・アンやコーリー・チェイスとともに、Showtimeのシリーズ『ビリオンズ』の「Infinite Game」というエピソードに本人役で出演した。

## 私生活
レイヴェベスはクエーカー教徒の信仰の中で育ち、高校を卒業する1年前に結婚した。しかし2000年までに離婚し、ポルノ男優のトッド・アレクサンダーと再婚。彼とも2003年に離婚した。2004年、ブラッド・シャーマン下院議員にポルノ出演者の年齢制限を18歳から21歳に引き上げることを要求する請願書を提出し、「この国の高校を卒業したばかりの人々には、そのように人生を変える決断を下す先見性が無いと思われる」と主張した。

## 出演作の一部
- 1992年: Amorous Amateurs 2, 10 & 11
- 1993年: Amorous Amateurs 22
- 1994年: Up And Cummers 13
- 1994年: Renegades
- 1995年: Crazy Love
- 1995年: Babes Illustrated 3
- 1996年: Where the Girls Sweat 3
- 1996年: Hotel Sodom 9
- 1997年: I Love Lesbians 2
- 1997年: No Man's Land 20
- 1998年: Cashmere（邦題: ハメドリーム・ガールズ）
- 1998年: Photoplay
- 1998年: No Man's Land 24
- 1999年: White Panty Chronicles 8
- 1999年: Stop My Ass is On Fire 3
- 2000年: Snob Hill
- 2000年: Consenting Adults
- 2001年: Stringers 2
- 2001年: Beach Bitches
- 2002年: Big Boob Lesbian Party 1
- 2002年: Girls Playing With Girls
- 2003年: Busty Beauties 9
- 2003年: Double Decker Sandwich 3
- 2004年: Double Penetration 1
- 2004年: I Like It Black And Deep In My Ass 5
- 2005年: MILTF Gone Wild 3
- 2005年: Swallow Me POV 3
- 2006年: Syrens of Sex
- 2006年: All Star Big Boobs
- 2007年: Dirty Rotten Mother Fuckers 1
- 2007年: I Love MILFs
- 2008年: Imperfect Angels 1, 2, 4 & 6
- 2008年: Women Seeking Women 44
- 2008年: Women Seeking Women 46
- 2008年: Road Queen 6
- 2008年: Lesbian Seductions: Older/Younger 22
- 2009年: Lesbian Triangles 17, 18 & 19
- 2009年: Lies（邦題: セックス依存症の容疑者たち）
- 2009年: No Man's Land MILF Edition 3
- 2009年: Road Queen 9
- 2009年: Road Queen 10
- 2009年: Road Queen 14
- 2009年: Road Queen 15
- 2010年: Lip Service
- 2010年: Kittens and Cougars 3
- 2010年: Women Seeking Women 60
- 2010年: Women Seeking Women 61
- 2011年: 21 Ways To Suck A Cock
- 2011年: Lesbian Babysitters 4
- 2011年: Legends and Starlets 5
- 2012年: Couples Seeking Teens 10
- 2012年: MILF-O-Licious
- 2012年: My Mom Likes Girls 2
- 2013年: Women Seeking Women 100
- 2013年: Mother-Daughter Exchange Club 27
- 2013年: Lesbians Love Strap-Ons 2
- 2013年: Lesbian Doms and Subs 2
- 2014年: Women Seeking Women 107
- 2014年: Women Seeking Women 110
- 2014年: Mother-Daughter Exchange Club 36
- 2014年: Lesbian Seductions: Older/Younger 49
- 2015年: Lesbian Seductions: Older/Younger 52
- 2016年: Moms Lick Teens 4
- 2017年: Mom's Magic Massage
- 2018年: Filthy Moms 3

## 受賞
- 2011年: XRCO殿堂顕彰[7]
- 2015年: AVN殿堂顕彰[8]